# Rejowiec Fabryczny (comune rurale)
Rejowiec Fabryczny è un comune rurale polacco del distretto di Chełm, nel voivodato di Lublino.
Ricopre una superficie di 87,51 km² e nel 2004 contava 4 635 abitanti.
Il capoluogo è Rejowiec Fabryczny, che non fa parte del territorio ma costituisce un comune a sé.